# Floing
Pour les articles homonymes, voir Floing (homonymie).
Floing est une commune française, située dans le département des Ardennes en région Grand Est.

## Géographie

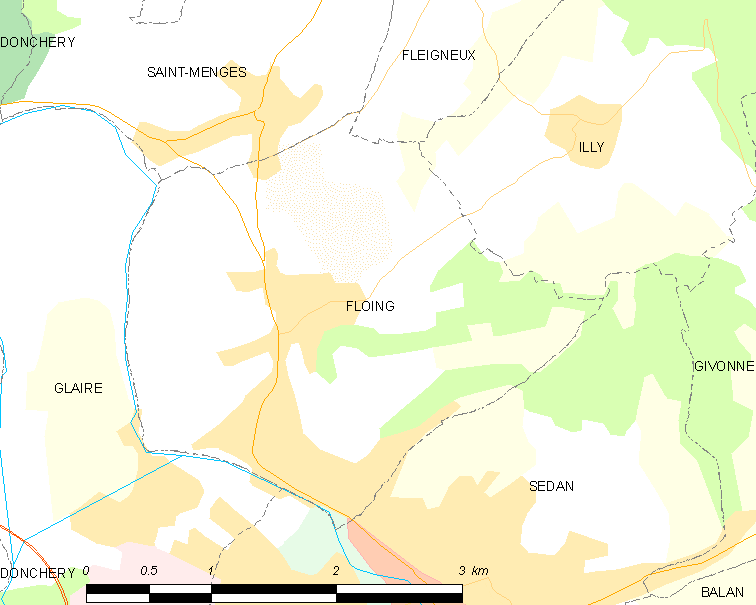
Carte de la commune.

Les communes limitrophes sont  Fleigneux, Glaire, Illy, Saint-Menges et Sedan.
| Saint-Menges | Saint-Menges | Fleigneux |
| Glaire       | Floing       | Illy      |
| Glaire       | Sedan        | Sedan     |

### Hydrographie
La commune est dans le bassin versant de la Meuse au sein du bassin Rhin-Meuse. Elle est drainée par la Meuse et le ruisseau de Floing,.
La Meuse, d'une longueur de 486 km, est un fleuve européen qui prend sa source en France, dans la commune du Châtelet-sur-Meuse, à 409 mètres d'altitude, et se jette dans la mer du Nord après un cours long d'approximativement 950 kilomètres traversant la France, la Belgique et les Pays-Bas. Elle longe la commune sur ses flancs sud et ouest, sur une longueur d'environ 3,4 km, constituant une limite séparative avec les communes de Sedan et de Glaire.

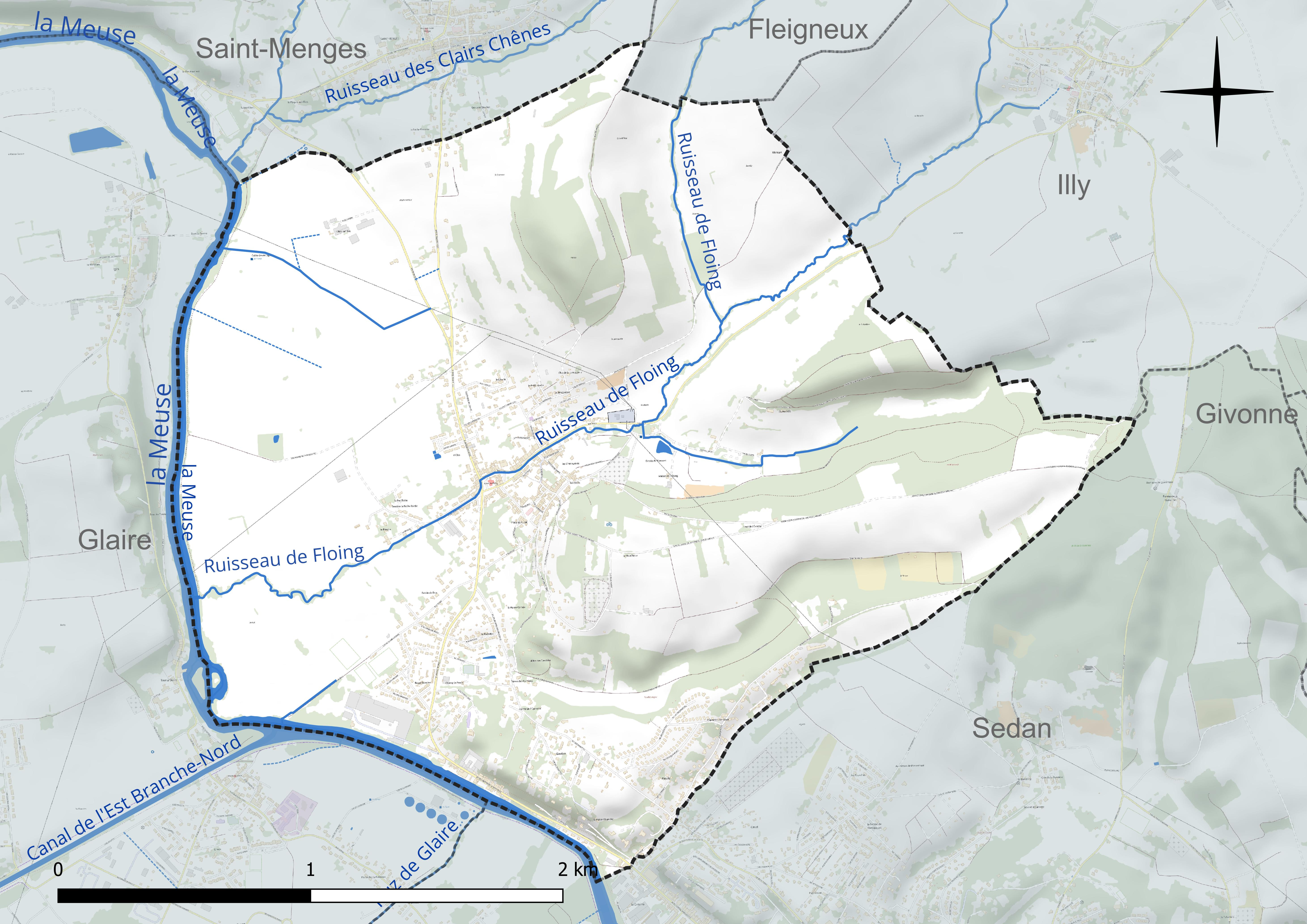
Réseau hydrographique de Floing.

### Climat
Pour des articles plus généraux, voir Climat du Grand Est et Climat des Ardennes.
En 2010, le climat de la commune est de type climat de montagne, selon une étude du Centre national de la recherche scientifique s'appuyant sur une série de données couvrant la période 1971-2000. En 2020, Météo-France publie une typologie des climats de la France métropolitaine dans laquelle la commune est exposée à un climat océanique altéré et est dans la région climatique Lorraine, plateau de Langres, Morvan, caractérisée par un hiver rude (1,5 °C), des vents modérés et des brouillards fréquents en automne et hiver.
Pour la période 1971-2000, la température annuelle moyenne est de 9,5 °C, avec une amplitude thermique annuelle de 15,2 °C. Le cumul annuel moyen de précipitations est de 934 mm, avec 13,6 jours de précipitations en janvier et 9,5 jours en juillet. Pour la période 1991-2020, la température moyenne annuelle observée sur la station météorologique de Météo-France la plus proche, « Douzy », sur la commune de Douzy à 10 km à vol d'oiseau, est de 10,5 °C et le cumul annuel moyen de précipitations est de 857,0 mm. 
La température maximale relevée sur cette station est de 40,3 °C, atteinte le 25 juillet 2019 ; la température minimale est de −14,8 °C, atteinte le 3 janvier 2004,,.
Les paramètres climatiques de la commune ont été estimés pour le milieu du siècle (2041-2070) selon différents scénarios d'émission de gaz à effet de serre à partir des nouvelles projections climatiques de référence DRIAS-2020. Ils sont consultables sur un site dédié publié par Météo-France en novembre 2022.

## Urbanisme

### Typologie
Au 1er janvier 2024, Floing est catégorisée ceinture urbaine, selon la nouvelle grille communale de densité à 7 niveaux définie par l'Insee en 2022.
Elle appartient à l'unité urbaine de Sedan, une agglomération intra-départementale dont elle est une commune de la banlieue,. Par ailleurs la commune fait partie de l'aire d'attraction de Sedan, dont elle est une commune de la couronne,. Cette aire, qui regroupe 31 communes, est catégorisée dans les aires de moins de 50 000 habitants,.

### Occupation des sols
L'occupation des sols de la commune, telle qu'elle ressort de la base de données européenne d’occupation biophysique des sols Corine Land Cover (CLC), est marquée par l'importance des territoires agricoles (67,9 % en 2018), une proportion sensiblement équivalente à celle de 1990 (68,3 %). La répartition détaillée en 2018 est la suivante : 
prairies (42 %), zones urbanisées (19 %), zones agricoles hétérogènes (18,1 %), forêts (13 %), terres arables (7,7 %), espaces verts artificialisés, non agricoles (0,1 %). L'évolution de l’occupation des sols de la commune et de ses infrastructures peut être observée sur les différentes représentations cartographiques du territoire : la carte de Cassini (XVIIIe siècle), la carte d'état-major (1820-1866) et les cartes ou photos aériennes de l'IGN pour la période actuelle (1950 à aujourd'hui).

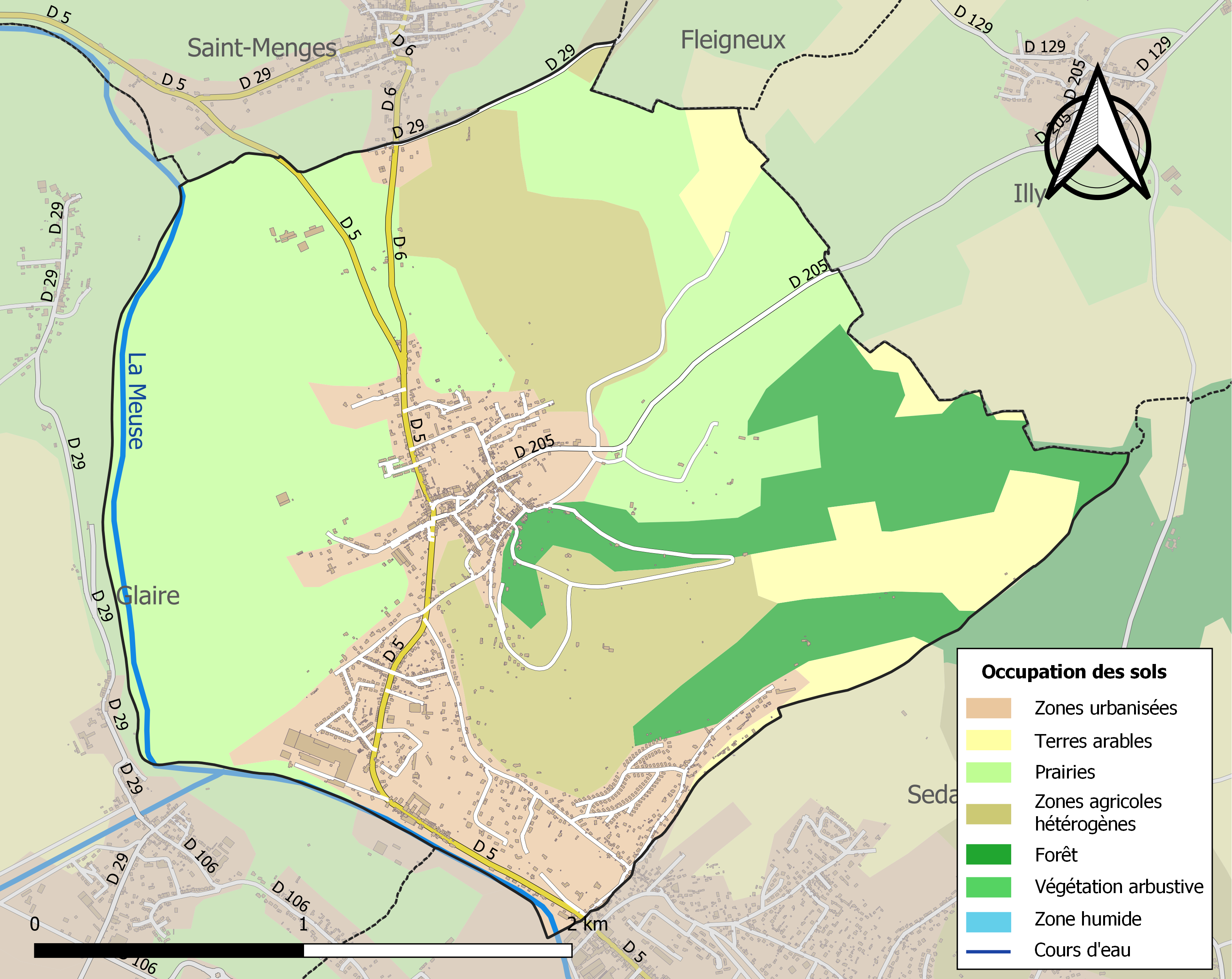
Carte des infrastructures et de l'occupation des sols de la commune en 2018 (CLC).

## Toponymie
Le nom de la localité est attesté sous la forme Floin en 1190.

## Histoire

### Guerre franco-allemande de 1870
Lieu d'intenses combats pendant la bataille de Sedan en 1870. Le 1er septembre 1870 voulant briser l'encerclement du plateau d'Illy au nord-ouest de la citadelle de Sedan, les cavaliers du général Margueritte, malgré plusieurs charges héroïques n'y parvinrent pas. Ce qui provoqua une exclamation du roi Guillaume de Prusse qui observait le déroulement de la bataille depuis une colline du village de Frénois, il aurait dit  « die tapferen leute » (que l'on peut traduire "les braves gens"). La colline d'où sont partis ces chasseurs d'Afrique a repris cette exclamation comme lieu-dit. L'échec de ces charges entraîna le repli en désordre des troupes françaises à l'intérieur du château de Sedan. Voulant éviter des massacres inutiles, surtout de populations civiles, Napoléon III fit hisser le drapeau blanc  et accepta la reddition de la ville. Napoléon III fut fait prisonnier avec ces troupes ce qui provoqua la chute du Second Empire.

### Seconde Guerre mondiale

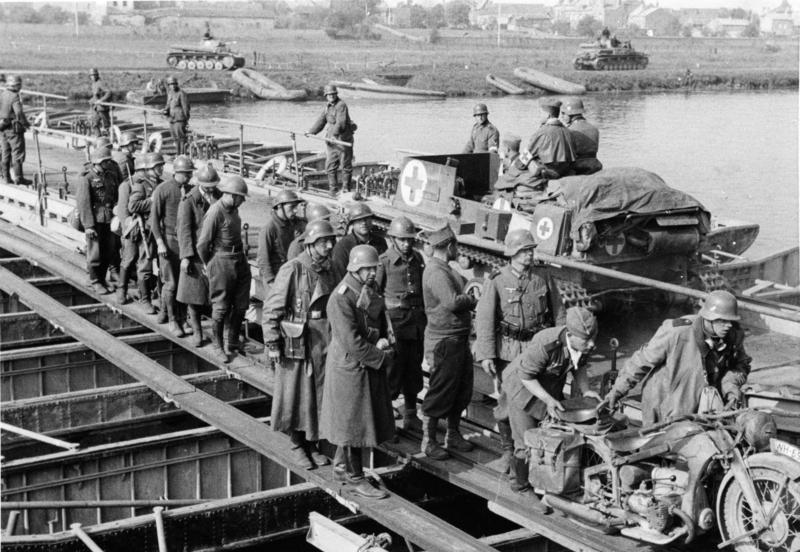
Pont flottant de l'armée allemande à Floing le 14 mai 1940. Une ambulance chenillée allemande croise des prisonniers français.

Le 12 mai 1940, lors de la bataille de France, Floing est prise par les Allemands de la 1re Panzerdivision de Friedrich Kirchner, une division du XIX. Armee-Korps (mot.) de Heinz Guderian. Floing est le lendemain matin tenue sous le feu de l'artillerie française (principalement du 110e régiment d'artillerie lourde hippomobile) qui tire sur les concentrations de troupes allemandes, lesquelles se préparent à franchir la Meuse. Pour cela, les Allemands utilisent l'usine de l'Espérance, située à Gaulier et aujourd'hui disparue, comme base de départ pour lancer leur attaque car elle leur fournit une certaine protection contre l'artillerie française. L'attaque du Schützen-Regiment 1 (infanterie de la 1. Panzer-Division) aidé du II./Infanterie-Regiment Grossdeutschland (II./IRGD) débute à 15 h le 13 mai 1940 après un intense bombardement aérien. Appuyés par leurs nombreux chars et leurs canons de 88 mm, les Allemands réussissent avec succès à franchir la Meuse sous le feu affaibli du II/147e régiment d'infanterie de forteresse (capitaine Carribou) tenant plusieurs blockhaus. Les Allemands poursuivent leur attaque pour agrandir une tête de pont, bientôt élargie sur ses ailes par le succès des deux autres divisions de Guderian à Wadelincourt et Donchery.
Une fois la traversée de la Meuse réussie, les pionniers du Pionier-Bataillon 37 et du Pionier-Bataillon 505 construisent un pont de bateaux, opérationnel avant minuit à Gaulier, qui permet à l'artillerie puis aux chars de la 1. Panzer-Division de se déployer sur l'autre rive dans la nuit, ils contribueront à la percée de Sedan qui aboutira à couper la France et son armée en deux, l'entraînant dans l'une des plus grandes défaites militaires de son histoire.

## Héraldique
| Blason de Floing | Blason  | Tranché : au 1er de sinople à la navette de tisserand d'or posée en fasce soutenue à senestre d'une gerbe de blé du même, au 2e de gueules aux trois poivrières (tourelles) d'argent ajourées et maçonnées de sable rangées en bande, à la bande ondée d'azur brochant sur la partition. |
| Blason de Floing | Détails | Le statut officiel du blason reste à déterminer. |

## Monuments

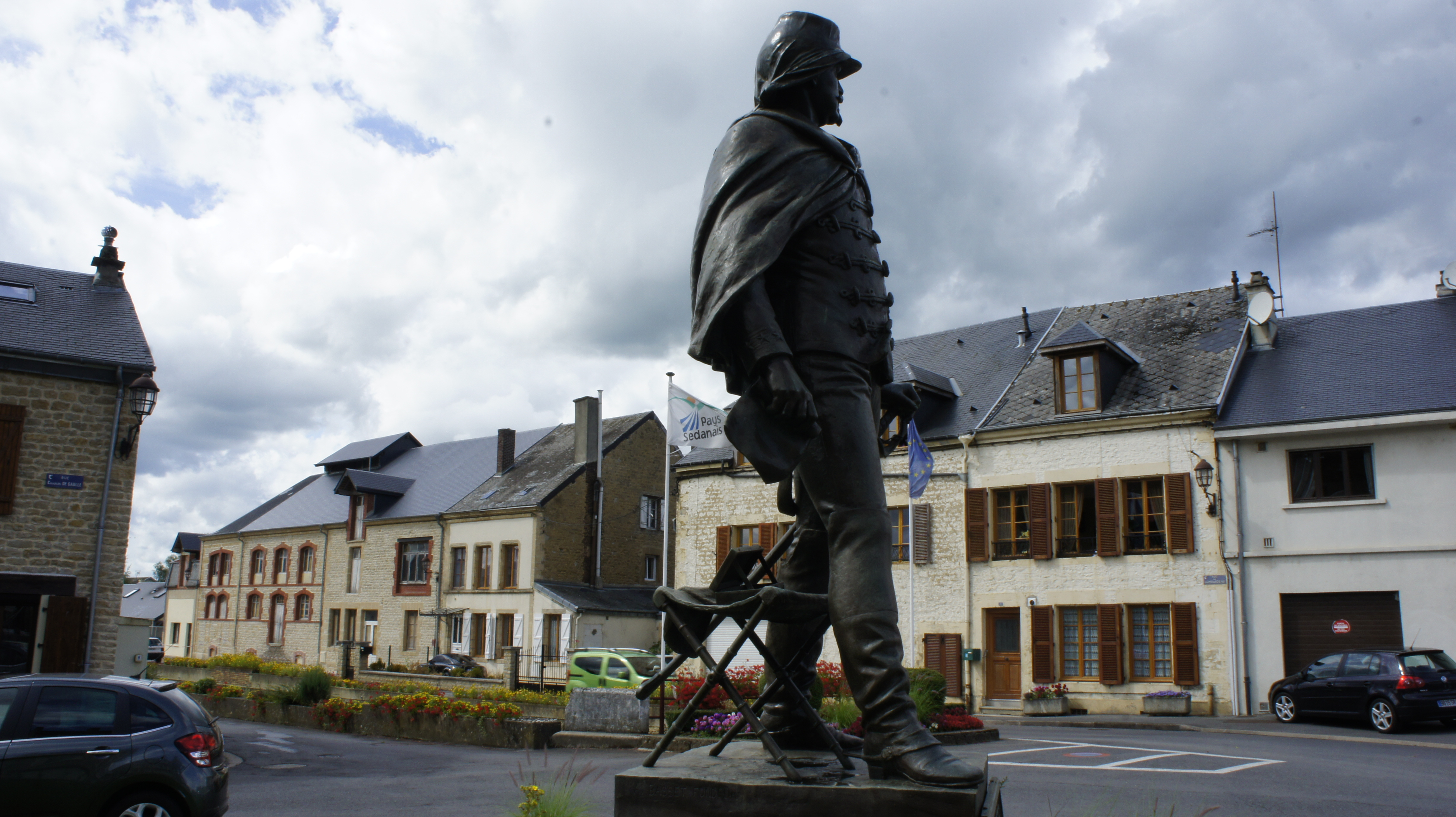
Statue du général Margueritte.

Ayant une histoire de batailles il y a sur son territoire :
- pour la guerre de 1870 : 
  - Le mémorial dédié aux Chasseurs d'Afrique ;
  - Le Chêne brisé ;
  - La Croix Margueritte ;
  - La Croix Weimar ;
  - La Tombe Camille Varaigne ;
  - La statue du général Margueritte ;
- Le cimetière avec des tombes allemandes et françaises ;
- La nécropole nationale qui accueille des soldats tombés pendant la Seconde Guerre mondiale;
- Le monument aux morts des deux derniers conflits mondiaux.

### Édifices religieux

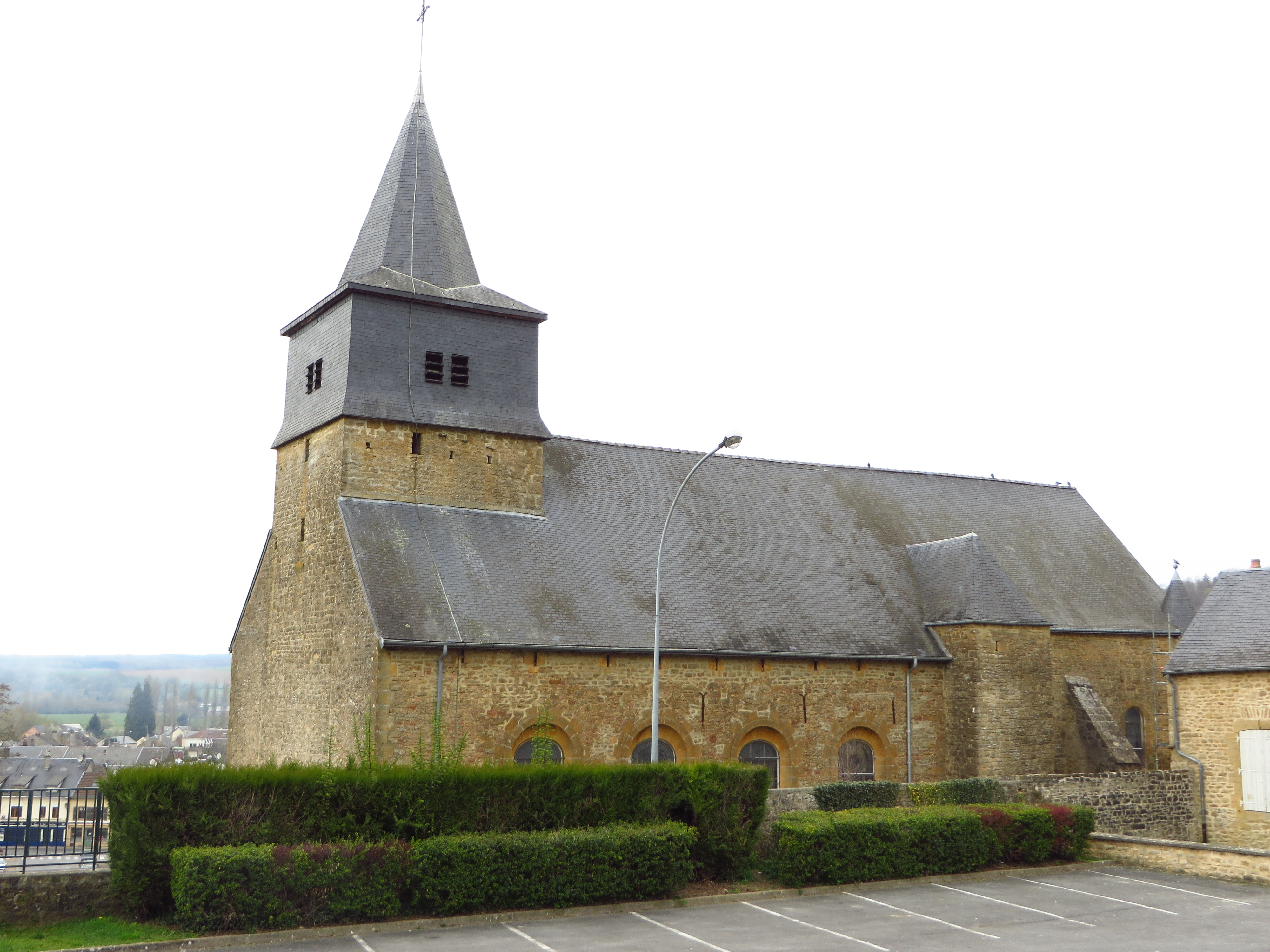
Église Saint-Rémi.

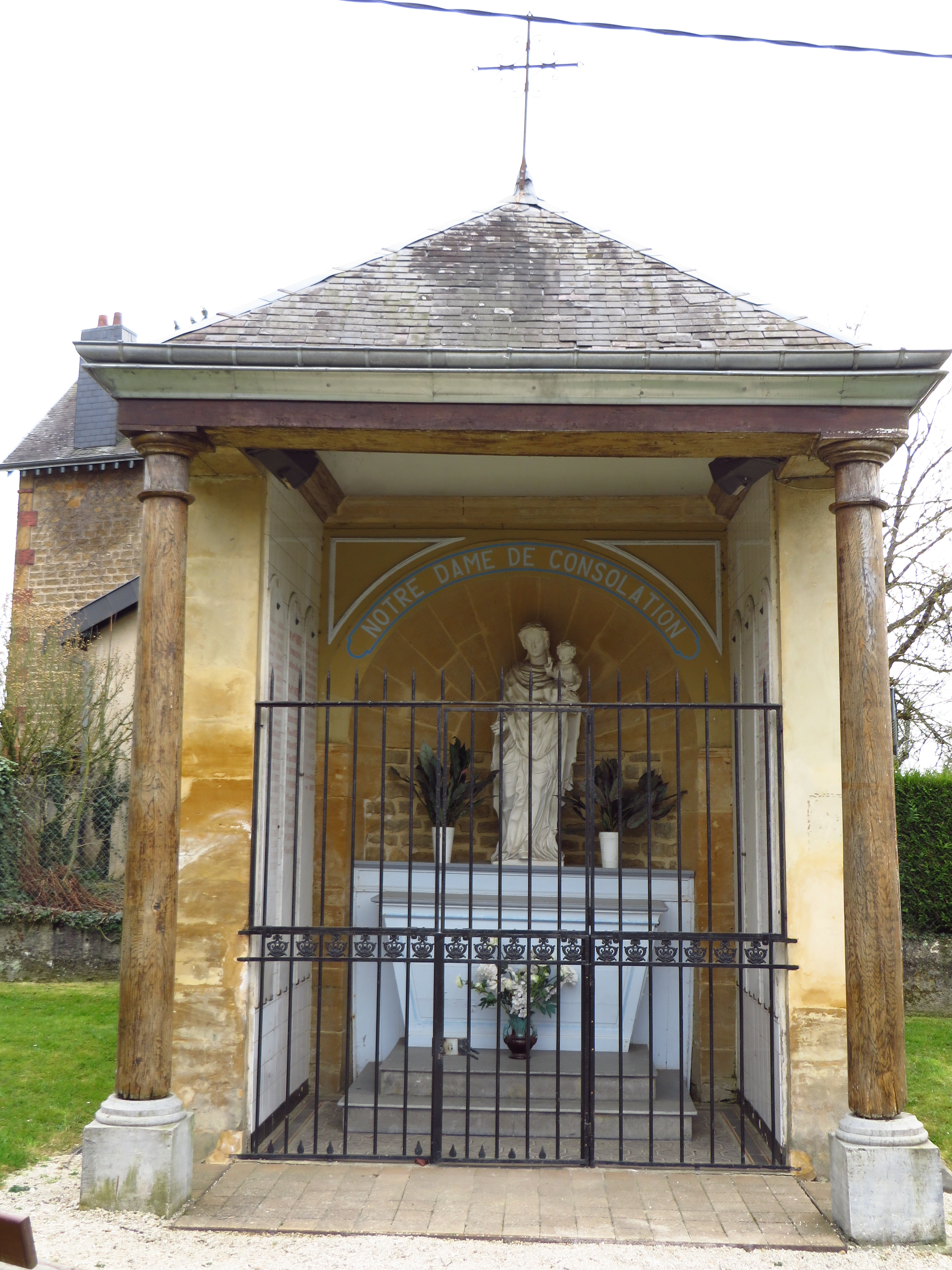
Chapelle Notre-Dame-de-la-Consolation.

- Église Saint-Remi, fortifiée XVIIIe siècle.
- Chapelle Notre-Dame-de-la-Consolation, XVIIIe siècle Vierge à l'enfant.

## Politique et administration

### Liste des maires
| Période                                  | Période          | Identité              | Étiquette | Qualité                  |
| ---------------------------------------- | ---------------- | --------------------- | --------- | ------------------------ |
| 1876                                     | ?                | Day-Wat               |           |                          |
| Les données manquantes sont à compléter. |                  |                       |           |                          |
| ?                                        | 1927 (démission) | Jean Blum-Klein       |           | Industriel               |
| juin 1927                                | mai 1929         | Léon Gillet           | SFIO      | Pharmacien               |
| Les données manquantes sont à compléter. |                  |                       |           |                          |
| ca. 1944                                 |                  | Léon Gigleux          |           |                          |
| Les données manquantes sont à compléter. |                  |                       |           |                          |
| mars 1983                                | mars 2001        | Bruno Chenot          |           |                          |
| mars 2001                                | mars 2008        | Catherine Frankinet   | DVG       | Enseignante              |
| mars 2008                                | juin 2020        | Dominique Meurie      | DVD       | Négociatrice immobilière |
| juin 2020                                | En cours         | Martine Lessertisseur | DVD       | Retraitée                |
| Les données manquantes sont à compléter. |                  |                       |           |                          |

## Démographie
L'évolution du nombre d'habitants est connue à travers les recensements de la population effectués dans la commune depuis 1793. Pour les communes de moins de 10 000 habitants, une enquête de recensement portant sur toute la population est réalisée tous les cinq ans, les populations de référence des années intermédiaires étant quant à elles estimées par interpolation ou extrapolation. Pour la commune, le premier recensement exhaustif entrant dans le cadre du nouveau dispositif a été réalisé en 2007.

En 2022, la commune comptait 2 277 habitants, en évolution de −4,97 % par rapport à 2016 (Ardennes : −2,97 %, France hors Mayotte : +2,11 %).
| 1793  | 1800  | 1806  | 1821  | 1831  | 1836  | 1841  | 1846  | 1851  |
| ----- | ----- | ----- | ----- | ----- | ----- | ----- | ----- | ----- |
| 1 151 | 1 046 | 1 035 | 1 203 | 1 312 | 1 509 | 1 499 | 1 681 | 1 712 |

| 1866  | 1872  | 1876  | 1881  | 1886  | 1891  | 1896  | 1901  | 1906  |
| ----- | ----- | ----- | ----- | ----- | ----- | ----- | ----- | ----- |
| 1 947 | 2 017 | 2 238 | 2 374 | 2 407 | 2 345 | 2 236 | 2 182 | 2 070 |

| 1911  | 1921  | 1926  | 1931  | 1936  | 1946  | 1954  | 1962  | 1968  |
| ----- | ----- | ----- | ----- | ----- | ----- | ----- | ----- | ----- |
| 1 915 | 1 761 | 1 904 | 1 867 | 1 902 | 1 669 | 1 750 | 2 037 | 2 332 |

| 1975  | 1982  | 1990  | 1999  | 2006  | 2007  | 2012  | 2017  | 2022  |
| ----- | ----- | ----- | ----- | ----- | ----- | ----- | ----- | ----- |
| 2 800 | 2 890 | 2 636 | 2 454 | 2 474 | 2 476 | 2 485 | 2 349 | 2 277 |

## Personnalités liées à la commune
- Jean-Remacle Lissoir (1766-1841), évêque constitutionnel du département de Samaná, y naquit.
- Simon Lefebvre (1768-1822), général des armées de la République et de l'Empire, y est mort.
- Eugène Praets, né à Floing, héros du combat de la Rougemare et des Flamants en septembre 1914[29],[30].
- Jacques Sourdille (1922-1996), secrétaire d'État à la Recherche, député, sénateur, président du conseil régional et du conseil général (domicilié dans la commune).